# László Budai
László Budai (nacido László Bednarik, 19 de julio de 1928 – 2 de julio de 1983) fue un futbolista y entrenador húngaro. Jugó principalmente en el Ferencvárosi TC y Honvéd como extremo. Durante los años 1950 fue miembro del equipo nacional húngaro conocido como los Magiares magicos junto a Nándor Hidegkuti, Ferenc Puskás, Zoltán Czibor, Sándor Kocsis o József Bozsik.

## Trayectoria
A lo largo de su carrera, Budai ganó cuatro campeonatos de liga. El primero lo logró con el Ferencvárosi TC en 1949, donde jugaban también Sándor Kocsis y Zoltán Czibor. En enero de 1949, cuando Hungría se convirtió en un estado comunista, el Ferencváros no podía convertirse en un club del ejército o policial debido a su tradición nacionalista y de extrema derecha. El equipo fue tomado por ÉDOSZ, un sindicato de trabajadores del sector alimenticio y sus mejores futbolistas, incluidos Budai, Czibor y Kocsis, fueron al Honvéd, el equipo del ejército. En el Honvéd, Budai conquistó tres nuevos campeonatos y una Copa Mitropa.

## Selección nacional
Budai debutó con la selección de Hungría el 2 de mayo de 1949 en una victoria 6-1 sobre Austria en la Copa Dr. Gerö. Posteriormente disputó 39 partidos con la selección y anotó 10 goles.
Cuatro de esos goles los anotó en una victoria 12-0 sobre Albania el 24 de septiembre de 1950. Como uno de los legendarios Magiares poderosos, Budai ayudó a su país a lograr la medalla de oro en los Juegos Olímpicos 1952 y la Copa Dr. Gerö 1953. Budai también jugó el histórico partido que Hungría jugó en Wembley ante Inglaterra y en el que los húngaros vencieron 6-3. Durante la Copa Mundial de Fútbol de 1954, Budai jugó el partido que acabó 9-0 ante Corea del Sur y la semifinal contra Uruguay. Sin embargo, pese a su gran actuación en este último partido, no disputó la final en la que reaparecía Ferenc Puskás. Budai también fue incluido en la lista de convocados para disputar la Copa Mundial de Fútbol de 1958, pero no jugó ningún partido.

## Palmarés
Hungría
- Juegos Olímpicos
  - 1952
- Campeón de de Europa Central
  - 1953
- Copa Mundial de Fútbol
  - Subcampeón: 1954

Ferencvárosi TC
- Campeón de Hungría: 1
  - 1949

Honvéd
- Campeón de Hungría: 3
  - 1952, 1954, 1955
- Copa Mitropa: 1
  - 1959